# Montividiu
Montividiu est une municipalité brésilienne de l'État de Goiás et la microrégion du Sud-Ouest de Goiás.